# Indische sporenkievit
De Indische sporenkievit (Vanellus duvaucelii) behoort tot de familie van kieviten en plevieren (Charadriidae).

## Verspreiding en leefgebied
Deze soort komt voor van noordelijk centraal India tot Zuidoost-Azië.

## Status
De grootte van de populatie is in 2016 geschat op 10-20 duizend volwassen vogels. Op de Rode lijst van de IUCN heeft deze soort de status gevoelig.